# Leipzig Werkstättenstraße järnvägsstation
Leipzig Werkstättenstraße är en järnvägsstation i Leipzig, Tyskland. Stationen ligger på linjen Leipzig–Geithain och trafikeras av regionaltåg.

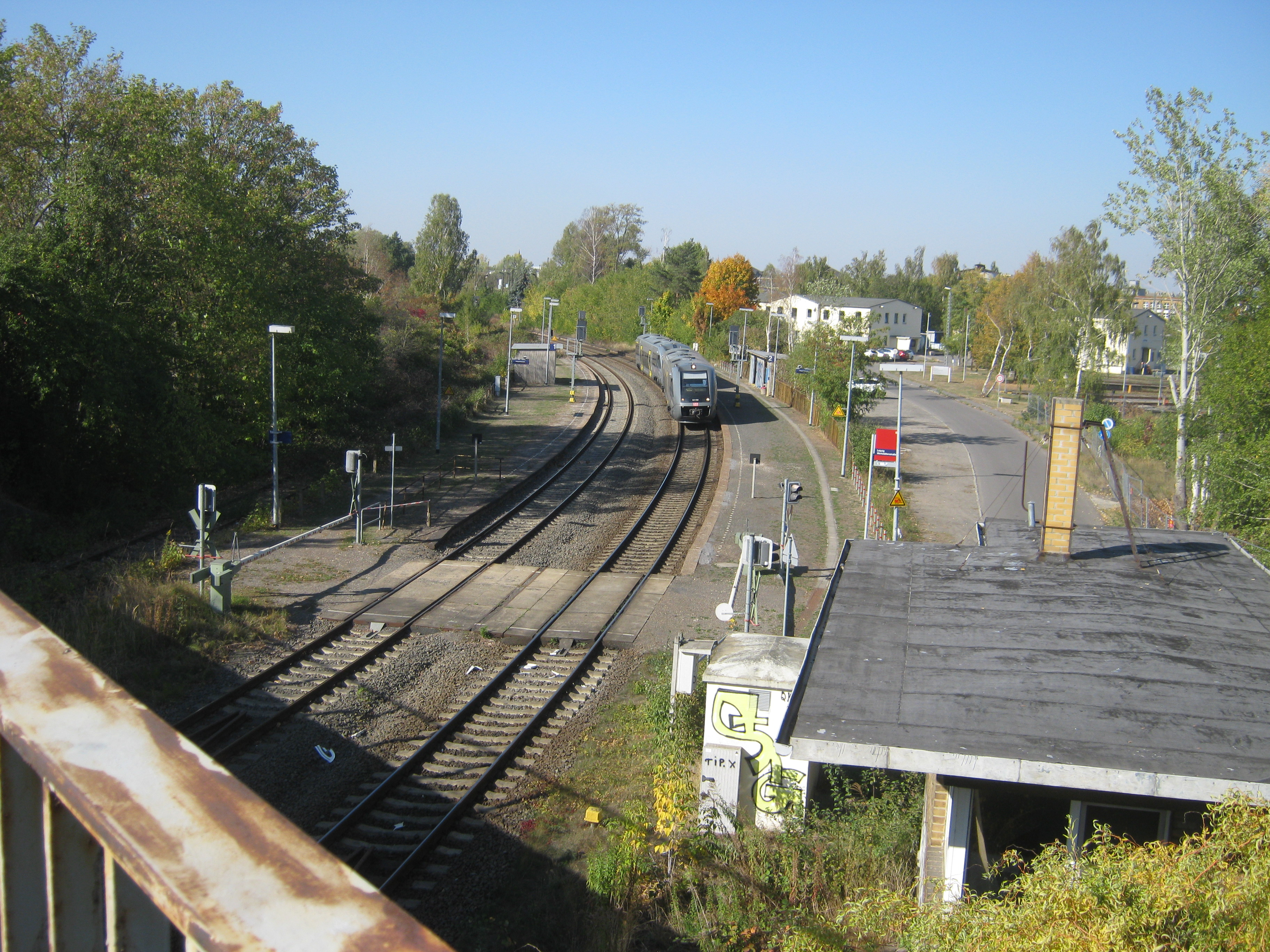
Stationen.